# Federico Gambarelli
Federico Ganbarelli (Albino, 6 maggio 1858 – Albino, 5 giugno 1922) è stato un tenore e presbitero italiano.

## Biografia
Federico Gambarelli nacque ad Albino da Giacomo, originario di Nembro, e Rosa Galizzi di Leffe, quartogenito di dieci figli. Il padre gestiva un negozio di macellaio, lavoro che passò poi ad alcuni dei fratelli. Federico, che non era adatto all'attività di famiglia, all'età di dieci anni fu mandato a lavorare presso il negozio di calzoleria dello zio Cugini come aiuto alla numerosa famiglia, ma, a dodici anni, furono colte le sue capacità canore da un benestante, e da questo inviato a proseguire gli studi scolastici presso il seminario di Bergamo e grazie alle qualità canore a frequentare i corsi presso l'accademia Musicale di Santa Cecilia sempre della città orobica. Fu inviato a Roma dal maestro Antonio Cagnoni, e inserito nei cantori dalla cappella musicale pontificia sistina, così che potesse affinarsi ulteriormente. 
La sua presenza a una festa privata, forse alla riunione di una loggia massonica, probabilmente esibendosi, cosa che era assolutamente vietata, lo fece espellere dalla scuola musicale per 30 giorni, punizione che Gambarelli, personaggio dal carattere intenso, ritenne offensiva facendolo allontanare dalla scuola, ma, essendo le sue capacità altamente riconosciute, continuò i suoi studi romani presso il maestro Palmieri, abbandonando però gli studi teologici.
Il suo debutto ufficiale fu al teatro sociale di Asola il 15 settembre 1882 cn l'opera Ernani di Giuseppe Verdi, dando il via alla sua lunga carriera di tenore. Scrisse la critica: “Il tenore signor Gambarelli […] canta bene, e senza dubbio gli si può preconizzare una grande e luminosa carriera”. Ebbe la capacità di interpretare bel 47 personaggi differenti, nei teatri di tutto il mondo. Fu tra i primi interpreti dell'opera Pagliacci di Ruggero Leoncavallo. Ma furono molte le critiche positive che furono a lui dedicate durante la sua importante attività di tenore.
Solo una volta si esibì a Bergamo nell'allora teatro Riccardi interpretando l'Aida di Giuseppe Verdi il 20 settembre 1891,

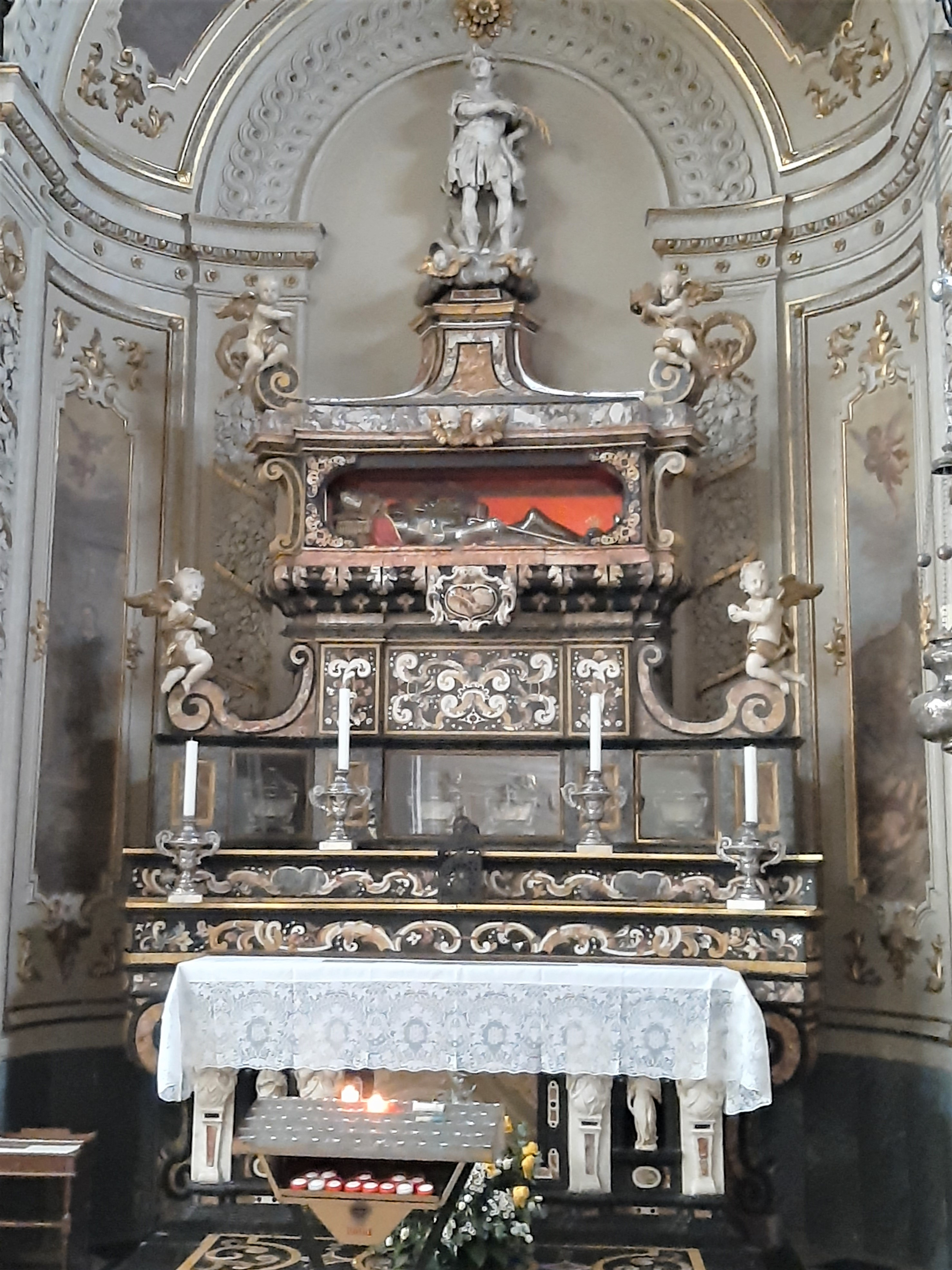
Altare di Sant'Ippolito

Nel 1890 fu protagonista di un evento che considerò miracoloso e che cambiò la sua vita. Di ritorno da una serie di rappresentazioni in Messico, durante il viaggio sulla nave Africa, da Città del Messico a Genova, una forte tempesta rischiò il nubifragio. Federico Gambarelli pregò l'immagine della Madonna di Guadalupe che gli era stata donata durante una sua esibizione dai padri gesuiti di Puebla, e la tempesta subito si placò. A testimonianza Gambarelli scrisse una pubblicazione conservata nella biblioteca civica Angelo Mai di Bergamo. La sua devozione alla Madonna gli fece riaffiorare la vocazione sacerdotale e lo portò agli studi ecclesiastici che aveva abbandonato, con l'ordinazione il 5 marzo 1898 dal vescovo di Bergamo Gaetano Camillo Guindani assumendo il nome di padre Federico Maria della Croce.
La tela che Gambarelli riteneva miracolosa fu incorniciata in un supporto di bronzo e posta in una grotta che però non poté dare nel tempo garanzie di sicurezza. Per questo acquistò nel 1902 una piccola chiesa di Albino, la ampliò e la fece decorare dall'amico Guglielmo Lecchi e la dedicò alla Nostra Signora di Guadalupe, chiesa che fu poi ampliata con altri edifici. Nel 1906 accolse Léon Gustave Dehon, grazie all'intervento del monsignor Angelo Roncalli, e il 7 settembre 1907 fu inaugurata presso la chiesa la Scuola apostolica di nostra signora di Gudalupe a Albino.
Don Federico Gambarelli conseguì parecchie onorificenze: cavaliere Cappellano dell'Ordine di Costantino di San Giorgio nel 1913 e monsignore nel 1915. Fece inoltre dono di tutti i cimeli che aveva ricevuto durante i suoi anni da tenore, regalando la montatura militare alla chiesa di Santa Maria Assunta e Sant'Ippolito di Gazzaniga per vestire la reliquia del santo titolare nel 1911.
Don Gambarelli risulta che continuò a cantare ma nelle funzioni eucaristiche, i registri riportano la sua presenza canora il 5 agosto 1912 a Selvino alla messa per la festa del santuario della Madonna della Neve. L'ultima sua esibizione fu il 5 agosto 1921 sempre in ricorrenza della festa patronale del santuario.
Tra i suoi amici si annovera Giacomo Puccini che fu suo ospita nella sua casa a Selvino dove si era ritirato e con il quale vi fu una importante corrispondenza, nella quale invitava il tenore a fare ritorno sulle scene. Don Federico Gambarelli fu insignito del titolo di monsignore dal papa Benedetto XV nel 1915.

## Repertorio
Ampio il repertorio lirico di Gambarelli che interpretò 47 ruoli di cui:
- Giuseppe Verdi
  - Ernani Asola Teatro sociale ottobre 1881; L'Aquila teatro comunale maggio 1882; Fiume Teatro comunale novembre 1887; Rosario di Santa Fè	Teatro Olimpo aprile, maggio 1888; Modena Teatro Storchi febbraio 1889; Rimini Teatro Vittorio Emanuele gennaio 1893; La Valletta/Malta Teatro Reale gennaio/aprile e ottobre/dicembre 1895; Piacenza Politeama novembre 1896;
  - Il trovatore Pavia Teatro Guidi luglio 1882; Città del Messico Teatro Nazionale settembre/novembre 1890; Cadice Teatro Principale agosto 1891; La Valletta/Malta	Teatro Reale gennaio/marzo 1894; Napoli	Teatro Mercadante gennaio/febbraio 1896;
  - La forza del destino SaviglianoTeatro Milanollo (Don ALvaro) novembre 1884; Rosario di Santa Fè Teatro Olimpo aprile/maggio 1888; Cordoba / Argentina Teatro Progresso giugno/luglio 1888; Napoli Teatro Mercadante gennaio/febbraio 1896; Cagliari teatro civico gennaio/febbraio 1897;
  - I Lombardi alla prima crociata (Oronte) Verona Teatro Ristori settembre 1885; Modena	Teatro Storchi febbraio 1889; La Valletta/Malta	Teatro Reale gennaio/marzo 1893;
  - Un ballo in maschera (Riccardo) Forlì Teatro Comunale febbraio 1886; Mosca teatro Privè novembre/dicembre 1886; Modena Teatro Municipale gennaio 1889; Lugo Teatro Rossini settembre 1889; Città del Messico Teatro Nazionale settembre/novembre;
  - Attila Forlì Teatro Comunale febbraio 1886; Trieste Anfiteatro Fenice maggio 1889;
  - La traviata (Alfredo) Mosca Teatro Privè novembre/dicembre 1886;
  - Aida (Radames) Città del Messico	Teatro Nazionale settembre/novembre 1890; Bari Teatro Piccinni aprile 1892;	Bergamo	Teatro Riccardi agosto 1891; Varsavia Teatro Imperiale ottobre/dicembre 1891; Bari Teatro Piccinni aprile 1892; La Valletta/Malta	Teatro Reale ottobre/dicembre 1894;	Madrid Teatro Buen Retiro giugno 1895;
  - Otello (Otello) Città del Messico	Teatro Nazionale ottobre/dicembre 1890;
- Emilio Usiglio
  - Le donne curiose Cuneo Teatro Civico (Leandro) dicembre 1884;
- Nicola De Giosa
  - Napoli di Carnevale Cuneo teatro civico (Temistocle) gennaio 1985;
- Vincenzo Bellini
  - Norma Cuneo Teatro civico (Pollione) gennaio 1985;
- Errico Petrella
  - Jone (Glauco) Torino Teatro Balbo aprile giugno 1886;
- Friedrich von Flotow
  - Marta (Lionello) Tortona	Teatro Civico aprile/maggio 1885;
- Giuseppe Burgio di Villafiorita
  - Il paria (Idamoro) Tortona Teatro Civico aprile/maggio 1885;	Verona Teatro Ristori settembre 1885; Ferrara Teatro Tosi Borghi ottobre /novembre 1885; Forlì Teatro Comunale febbraio 1886;
- Achille Peri
  - Vittor Pisani (Pietro) Ferrara Teatro Tosi Borghi ottobre/novembre 1885;
- Gaetano Donizetti
  - Lucrezia Borgia (Gennaro) Firenze Teatro della Pergola ottobre 1886;
  - La favorita Firenze Teatro della Pergola ottobre 1886; Havana Teatro Tacon gennaio/febbraio 1891;
  - Lucia di Lammermoor Havana Teatro Tacon gennaio/febbraio 1891;
- Daniel Auber
  - La muta di Portici (Masaniello) Mosca Teatro Privè novembre/dicembre 1886;
- Giacomo Puccini
  - Le Villi (Roberto) Mosca Teatro Privè gennaio 1887; Pisa Teatro Verdi marzo 1887;
  - Manon Lescaut La Valletta/Malta Teatro Reale gennaio/aprile 1895
- Charles Gounod
  - Faust Trento Teatro Sociale giugno 1887; Roma	Politeama Umberto I settembre 1887;	Rosario di Santa Fè	Teatro Olimpo aprile/giugno 1888; Terni	Teatro Comunale aprile/maggio 1890;
- Amilcare Ponchielli
  - La Gioconda (Enzo) Trento Teatro Sociale giugno 1887; Messina Teatro Vittorio Emanuele dicembre 1887; Cordoba / Argentina Teatro Progresso giugno/luglio 1888; Novi Ligure Teatro Carlo Alberto novembre 1888; Palermo Politeama Garibaldi marzo 1890;
- Giacomo Meyerbeer
  - Ugonotti (Roaul) Rosario di Santa Fè Teatro Olimpo giugno/luglio 1888; Palermo Politeama Garibaldi marzo 1890; Città del Messico teatro Nazionale settembre/novembre 1890; Havana Teatro Tacon gennaio/febbraio 1890; Cadice Teatro Principale agosto 1890;	Corfù Teatro San Giacomo febbraio 1892; Napoli Teatro Mercadante gennaio/febbraio 1896;